# Rudolph Heinrich von Winterfeldt
Rudolph Heinrich von Winterfeldt (* 25. April 1720 auf Schmarzow, Uckermark; † 15. März 1788 in Neisse) war ein preußischer Oberst und Chef des Schlesischen Artilleriekorps. Er erbte das Gut Züsedom.

## Leben

### Herkunft
Er war der Sohn von Georg Friedrich von Winterfeld (1670–1720), Erbherr auf Woddow, Fahrenwalde, Vanselow und Schmarsow, und dessen Ehefrau Christine Elisabeth, geborene von Maltzahn (* 1747). Der Generalleutnant Hans Karl von Winterfeldt war sein Bruder.

### Militärkarriere
Nach dem frühen Tod seines Vaters wurde er von seiner Mutter erzogen. Winterfeldt trat in die Preußische Armee ein und wurde 1738 Korporal im Artilleriekorps. Dort avancierte er am 19. November 1741 zum Sekondeleutnant, nahm am Ersten Schlesischen Krieg teil und wurde 1742 in der Schlacht bei Chotusitz leicht verwundet. Am Beginn des Zweiten Schlesischen Krieges wurde er am 12. August 1744 Premierleutnant. Nach dem Krieg kam Winterfeldt zur Feldartillerie in Glatz, wurde am 7. November 1752 Stabskapitän und stieg am 12. März 1758 zum Kapitän auf. Am 27. Dezember 1761 folgte seine Beförderung zum Oberstleutnant. Im Jahr 1762 wurde er Kommandeur und Chef des 3. Artillerie-Regiments. In dieser Eigenschaft wurde er am 20. Mai 1765 Oberst. Am 4. Oktober 1776 ernannte ihn der König zum Chef des Schlesischen Artilleriekorps. Winterfeldt kam nach Neisse, wo er Mitte März 1788 verstarb.
Er hat sowohl in den Schlesischen Kriegen als auch im Siebenjährigen Krieg gekämpft.

### Familie
Winterfeldt war mit Charlotte Amalie Dorothea von Briest (* 21. August 1738; † 30. Mai 1813) verheiratet. Ihre Schwester Henriette heiratete den Generalmajor von der Lochau. Sein einziger Sohn Friedrich Wilhelm Dietlof (* 21. Mai 1767; † 8. Dezember 1805) war Premierleutnant a. D. und seit 1792 mit Johanne Henriette von Eisenhart (* 17. Dezember 1771; † 26. März 1850), einer Tochter des Polizeipräsidenten Johann Friedrich von Eisenhart verheiratet. Deren Bruder war der spätere General Friedrich von Eisenhart.